# 9130 Galois
9130 Galois è un asteroide della fascia principale. Scoperto nel 1998, presenta un'orbita caratterizzata da un semiasse maggiore pari a 2,3660663 UA e da un'eccentricità di 0,2256918, inclinata di 1,63264° rispetto all'eclittica.
L'asteroide è dedicato al matematico francese Évariste Galois.